# Morenosiet
Het mineraal morenosiet of nikkelvitriool is een veelvoorkomend gehydrateerd nikkelsulfaat met de chemische formule NiSO4.7H2O. Het heeft een orthorombische kristalstructuur en is mintgroen tot witgroen van kleur. Het groeit soms als naaldvormige kristallen maar ook als amorfe korsten in bijvoorbeeld stalactieten. Het komt soms voor in serpentiniet.
Morenosiet is genoemd naar de Spaanse scheikundige Antonio Moreno Ruiz (1796 - 1852).